# Бервін-Гайтс (Меріленд)
Бервін-Гайтс (англ. Berwyn Heights) — місто (англ. town) в США, в окрузі Графство принца Георга штату Меріленд. Населення — 3345 осіб (2020).

## Географія
Бервін-Гайтс розташований за координатами 38°59′34″ пн. ш. 76°54′48″ зх. д. / 38.99278° пн. ш. 76.91333° зх. д. (38.992854, -76.913451).  За даними Бюро перепису населення США в 2010 році місто мало площу 1,79 км², з яких 1,78 км² — суходіл та 0,00 км² — водойми.

## Демографія
Згідно з переписом 2010 року, у місті мешкали 3123 особи в 1002 домогосподарствах у складі 681 родини. Густота населення становила 1749 осіб/км².  Було 1051 помешкання (589/км²).
Расовий склад населення:
| - 56,0 % — білих - 15,1 % — чорних або афроамериканців - 8,4 % — азіатів - 0,8 % — корінних американців - 0,1 % — вихідців з тихоокеанських островів - 14,4 % — осіб інших рас |

До двох чи більше рас належало 5,1 %. Частка іспаномовних становила 27,1 % від усіх жителів.
За віковим діапазоном населення розподілялося таким чином: 21,7 % — особи молодші 18 років, 67,5 % — особи у віці 18—64 років, 10,8 % — особи у віці 65 років та старші. Медіана віку мешканця становила 34,9 року. На 100 осіб жіночої статі у місті припадало 110,3 чоловіків;  на 100 жінок у віці від 18 років та старших — 109,4 чоловіків також старших 18 років.
Середній дохід на одне домашнє господарство  становив 105 626 доларів США (медіана — 94 934), а середній дохід на одну сім'ю — 108 568 доларів (медіана — 108 795). Медіана доходів становила 49 052 долари для чоловіків та 54 118 доларів для жінок. За межею бідності перебувало 11,3 % осіб, у тому числі 11,2 % дітей у віці до 18 років та 6,0 % осіб у віці 65 років та старших.
Цивільне працевлаштоване населення становило 1800 осіб. Основні галузі зайнятості: освіта, охорона здоров'я та соціальна допомога — 23,5 %, науковці, спеціалісти, менеджери — 13,8 %, будівництво — 11,7 %, публічна адміністрація — 10,4 %.